# Vicente Principiano
Vicente Rubén Principiano (San Nicolás, 3 ottobre 1978) è un ex calciatore argentino, di ruolo attaccante.

## Carriera
Inizia la carriera nel 1998 giocando nel Racing Club, dove trova più spazio a partire dal 2001, anno in cui vince il Torneo di Apertura della Primera División argentina. Nel 2002 veste la maglia dei cileni del Colo-Colo, con i quali a sua volta vince il Torneo di Clausura 2002 della Primera División cilena. Torna in Argentina per altri due anni, sempre con il Racing Club, per poi trasferirsi nel 2004 in Perù con l'Atl. Universidad.
Dopo una breve apparizione in Ecuador con l'Olmedo nel 2005, nello stesso anno passa con i sudafricani del M. Sundowns; nella stagione 2006-2007 è nuovamente in Argentina con il Deportivo Morón ed in quella successiva gioca con i venezuelani del Monagas.
Nel corso del 2008 si trasferisce in Italia dove calca i campi della Serie D con il Matera; nel finale della stagione 2007-2008 disputa 6 gare con i lucani segnando 8 reti, di cui ben 5 nei due incontri di play-out. Inizia con il Matera anche il campionato di Serie D 2008-2009 segnando altre due reti in 10 partite giocate, per passare nel 2009 allo Sporting Terni, sempre in Serie D.
Nel 2011 torna in Argentina dove veste la maglia dei Defensores (VR), squadra che disputa la Primera B Metropolitana.

## Palmarès

### Club

#### Competizioni nazionali
- Campionato argentino: 1

Racing Club: Apertura 2001
- Campionato cileno: 1

Colo-Colo: Clausura 2002